# Ombrien
Cet article concerne la langue ombrienne. Pour le peuple ombrien, voir Ombriens.

Distribution approximative des langues de l'âge du fer en Italie au

L’ombrien est une langue morte de la péninsule italique appartenant au groupe des langues sabelliques. Parlée par les Ombriens, elle était très proche de l'osque.
L'ombrien est connu par une trentaine d'inscriptions, datées entre le VIIe et le Ier siècle av. J.-C.. La plus importante, les Tables eugubines, est datée du IIIe siècle av. J.-C. et consiste en sept plaques de bronze qui portent des notes sur les cérémonies et les lois religieuses à l'usage des prêtres.
Le terme ombrien (umbro en italien) est actuellement utilisé aussi pour désigner l'ensemble des dialectes parlés dans la région de l'Ombrie.

## Alphabet
L'alphabet ombrien, comme d'autres anciens alphabets italiques, est dérivé de l'alphabet étrusque et s'écrivait de droite à gauche. L'ombrien s'écrivait aussi en utilisant l'alphabet latin.